# Centrales hidroeléctricas de Sog

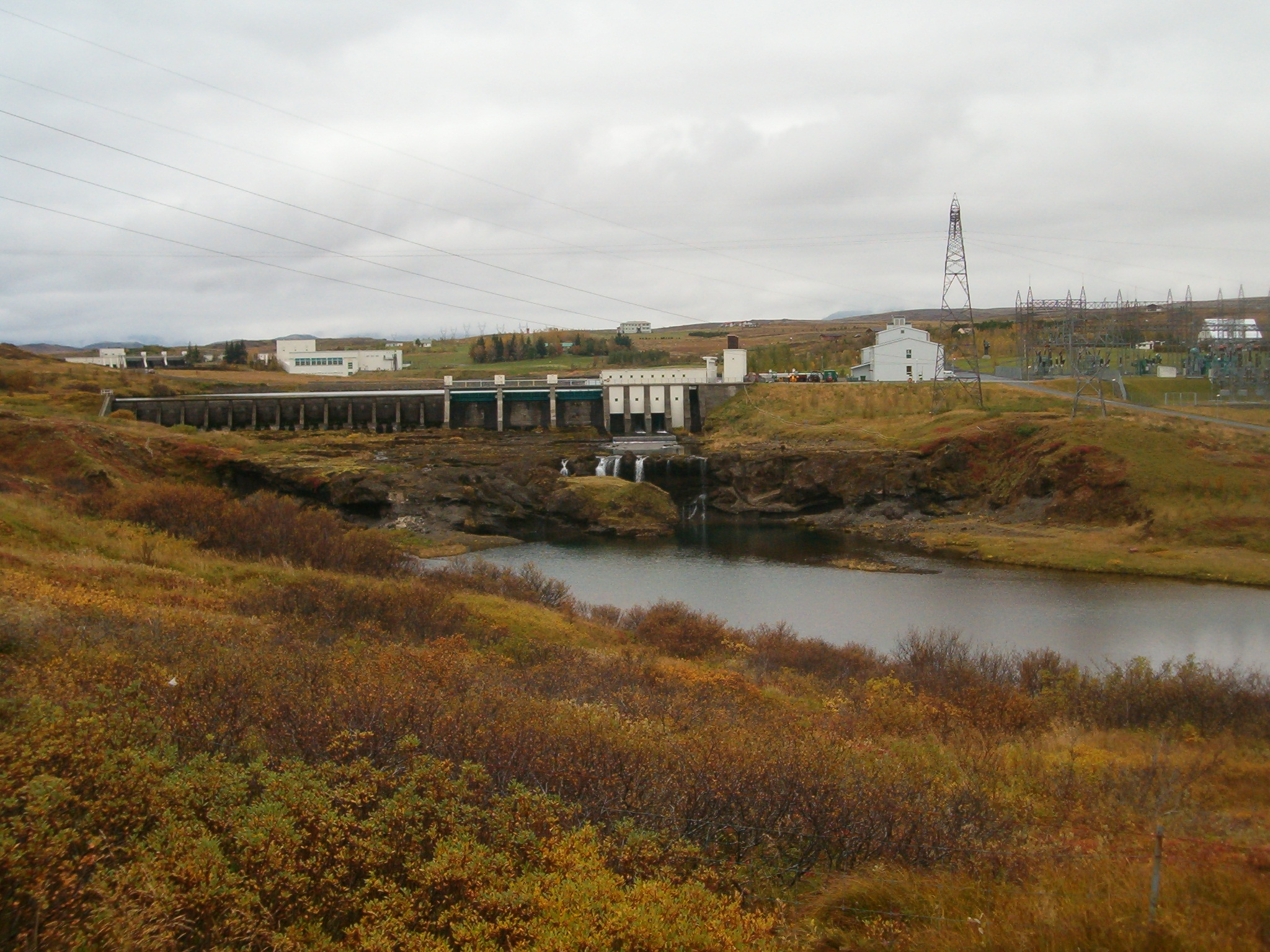
La central de Ljósifoss

Las centrales hidroeléctricas de Sog (en islandés: Sogsstöðvar) son tres centrales hidroeléctricas situadas a lo largo del río Sog, en el sur de Islandia, puestas en funcionamiento entre 1937 y 1959. Fueron construidas para proveer de electricidad a Reikiavik, están operadas por Landsvirkjun y tienen una potencia conjunta de 90 MW.

## Características

### Ljósifoss
La central de Ljósifoss (en islandés: Ljósafossstöð) está situada en la orilla del río, cerca de la cascada de Ljósifoss, en el lago Úlfljótsvatn. Solo se utiliza una parte del agua que llega, mientras que el resto continúa alimentando a la cascada. El salto de agua tiene una altura de 17 m y permite hacer girar tres turbinas de una potencia total de 14,3 MW.

### Írafoss

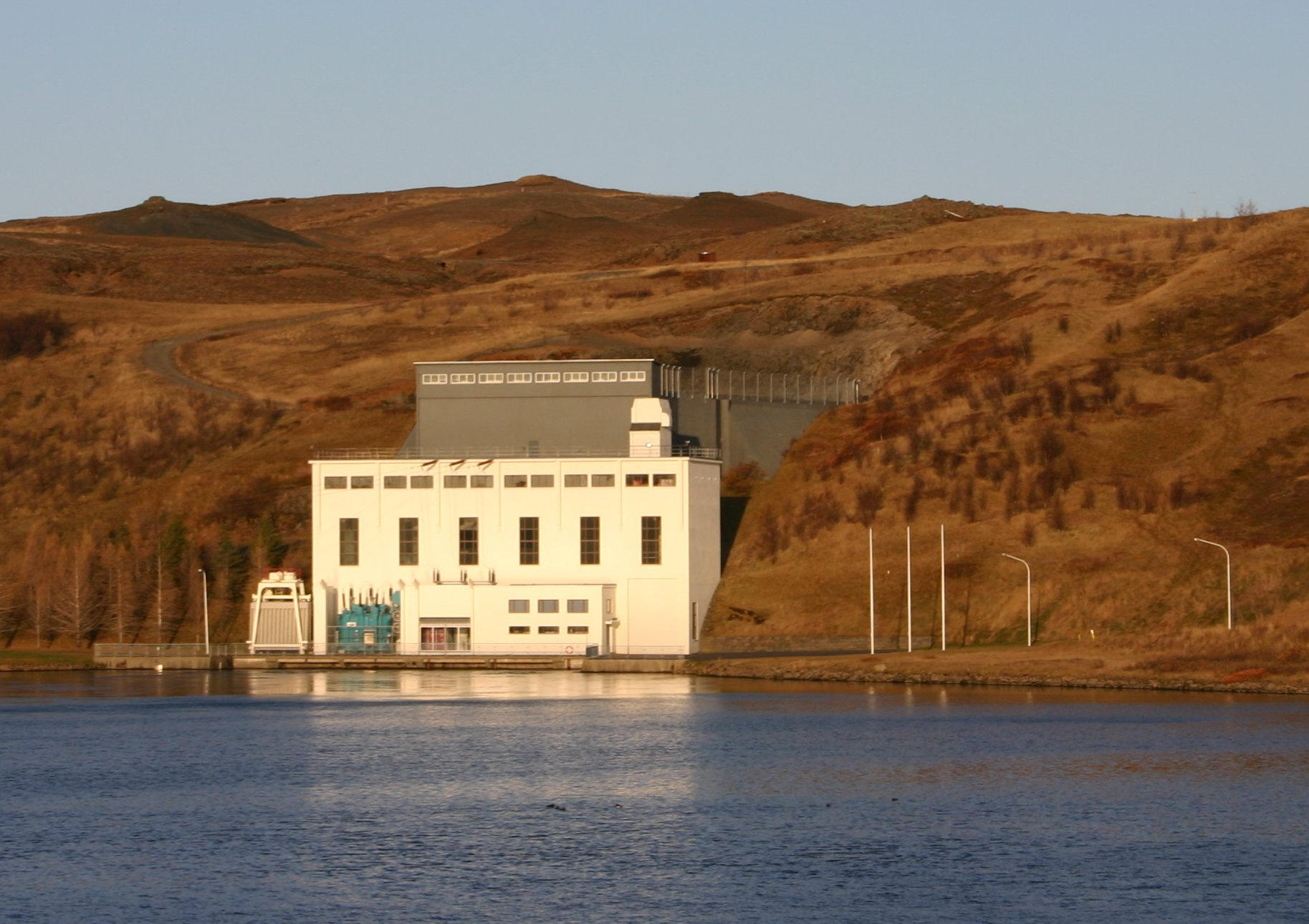
La central de Steingrímsstöð

La central de Írafoss (en islandés: Írafossstöð) aprovecha la altura de las cascadas de Írafoss y Kistufoss, de 38 m. En la primera fue construida una presa, aproximadamente a la misma altura que la salida de la central de Ljósifoss. El agua acciona tres turbinas subterráneas de una potencia total de 47,7 MW.

### Steingrímsstöð
La central de Steingrímsstöð está situada río arriba de las otras dos. Utiliza la diferencia de altura entre el lago Þingvallavatn y el lago Úlfljótsvatn, de 20,5 m. El agua acciona dos turbinas iguales de 27 MW en conjunto.